# QuantumScape
QuantumScape ist ein US-amerikanisches Unternehmen, das in der Akkuforschung tätig ist und Akkus entwickelt, die in Elektroautos verwendet werden könnten. Das Unternehmen hat seinen Hauptsitz in San José in Kalifornien und beschäftigt rund 600 Mitarbeiter.

## Geschichte
QuantumScape wurde 2010 von Jagdeep Singh und Fritz Prinz von der Universität Stanford gegründet. 2012 begann QuantumScape mit VW zusammenzuarbeiten. 2018 investierte VW 100 Millionen US-Dollar in das Unternehmen und wurde damit zum größten Anteilseigner. Im selben Jahr gaben Volkswagen und QuantumScape die Gründung eines gemeinsamen Produktionsvorhabens bekannt, um die Massenproduktion von Festkörperbatterien vorzubereiten. Im Juni 2020 investierte Volkswagen weitere 200 Millionen und im April 2021 erneut 100 Millionen US-Dollar.
Am 3. September 2020 kündigte QuantumScape an, mit der Investmentgesellschaft (SPAC) Kensington Capital Acquisition zu fusionieren. Dadurch sollte QuantumScape eine Finanzierung von einer Milliarde US-Dollar erhalten, darunter von VW und der Qatar Investment Authority. Gleichzeitig werden die Anteile des Unternehmens unter dem Kürzel QS an der New York Stock Exchange gelistet. Die Transaktion wurde Ende 2020 abgeschlossen und sollte das Kapital für die Serienproduktion der Batterien beschaffen.
Im Dezember 2020 verkündete QuantumScape die Entwicklung einer Zelle für Festkörperbatterien, die in 15 Minuten auf 80 % ihrer Kapazität geladen werde, nach 800 Ladezyklen noch 80 % der Kapazität behalte, nicht entflammbar sei und eine volumetrische Energiedichte von mehr als 1000 Wh pro Liter (auf Zellebene) habe. Das entspräche annähernd dem Doppelten der Energiedichte damals kommerziell eingesetzter Lithium-Ionen-Akkus.
Im April 2021 bezweifelte der Leerverkäufer Scorpion Capital in einem Bericht, dass QuantumScape über die angegebenen Technologien verfüge und warf dem Unternehmen betrügerische Absichten vor. Er berief sich auf anonyme ehemalige Mitarbeiter sowie anonyme Mitarbeiter des Investors VW.
Anfang 2024 stellten Volkswagen und Quantumscape in einer Presseerklärung einen Akku-Prototyp vor, der 1000 Ladezyklen mit nur 5 % Kapazitätsverlust und eine um mindestens ein Drittel höhere Energiedichte aufweist. Er enthält eine Anode aus Lithium. Der keramische Festkörperseparator verhindert Dendriten und reagiert nicht mit Lithium. Ein organischer Flüssigelektrolyt umhüllt die Kathode.